# Glenea angustelineata
Glenea angustelineata là một loài bọ cánh cứng trong họ Cerambycidae.